# 辯才 (北宋)
辯才（1011年—1091年），杭州于潜（今属杭州临安区）人，俗姓徐，名元淨（一名元静），字無象，「辯才」為宋仁宗賜號，北宋天台宗名師。

## 生平
出生時，左肩膀肌肉隆起如袈裟絲帶，八十一天乃止。他的伯祖父不禁叹息，称他是宿世沙門，讓家人給他念佛，认为“八十一”大概是其命數。辩才10歲就在西菩山明智寺出家，立志說法度人，16歲受戒。18歲學於下天竺寺慈雲法師，傳承天台宗，慈雲圓寂後師從明智韶法師，25歲宋仁宗赠紫锦袈裟一件，賜號辯才，代替其过世的老师住持上天竺寺，长达17年。辩才师承天台宗正宗之後，有復興天台宗的志向。40歲住持法惠院大悲寅阁。50歲在上天竺寺講授天台宗，香火盛極一時。60歲時，杭州太守祖無擇因為讒言被捕下獄，辯才也因鑄鐘受到牽連，後來獲得釋放。
63歲初遇蘇軾，為蘇軾次子蘇迨摩頂，次年蘇軾到於潛西菩山中尋訪辯才。66歲，到秀州（今嘉興市）施咒水以治療瘟疫。同年，僧人文捷贪图辩才住持的上天竺寺之财富，夥同權貴驅逐辩才，将辩才迁至下天竺寺，後文捷事敗，次年回到上天竺寺後重任住持更得人心，蘇軾作《聞辩才法师復歸上天竺，以詩戲問》。69歲，歸隱龍井山中，重整已经荒廢的龙井寺庵，秦觀、參寥來訪留下碑刻詩作。70歲，遣人到黃州问候蘇軾。73歲，應杭州太守鄧温伯邀請，住持南屏山一年，之後又在靈隱講道，鄧去任後歸龍井。一年後，趙抃來訪，以“小龍茶”招待；又一年，楊傑至龍井訪師。78歲，蘇軾求其為父母造地藏王造像供奉京城寺中。80歲，蘇軾等人來龍井，贈辯才香茗來慶祝80歲。
81歲，在龍井寺方圓庵宴請賓客，告訴眾人自己净业将成，如果七日无障则将坐化，七日后出而坐化。是年9月，安葬其屍骨的僧塔建成，苏辙为之作《龙井辩才法师塔碑》，苏轼作《祭龙井辩才文》。辩才在苏轼离开杭州的第二年过世，因而苏轼悲痛不已，直到去世之前还要派人凭吊辩才。南宋的《咸淳臨安志》中有辯才作《心師銘》一則為其臨終之作，然而此則又收錄於《全唐文》中但署為唐辨才所作，四川大學的刘长东、庞礴等考證為宋辯才所作，因唐辨才名和宋辯才號相近似，故《全唐文》錯將其為唐人之作。

## 轶事
龙井寺下有溪水，因为溪中有石形狀如虎，故名虎溪。辩才在天竺山的时候慕名而来者甚众，因而希望摆脱天竺山的喧嚣而隐居龙井，由于龙井距离西湖有二十里之远，客人远道而来无法完全拒绝，故立下清规：「山僧老矣，精神衰憊，不能趨承。謹以二則預告：殿上閒談，最久不過三炷香。山門送容，最遠不過虎溪。垂顧大人，伏乞相諒。」往来宾客都理解其初衷，多年来都没有破律。苏轼任杭州太守时，来访辩才，两人相谈甚欢，彼此相见恨晚，于是苏轼留宿一夜。次日，辩才带苏轼参观寺中各处，过午后府中衙役催促苏轼回杭州城，辩才遂出门送客，二人携手相挽，边走边谈，不知不觉已经过虎溪。辩才身边的侍者连忙叫住，辩才辩称东坡误他，东坡也打趣辩才，两人相顾为笑不已，众人也是笑倒。后来辩才就在送客的地方修建了过溪亭，取杜甫“与子成二老，来往亦风流”意名“二老亭”，以資紀念。

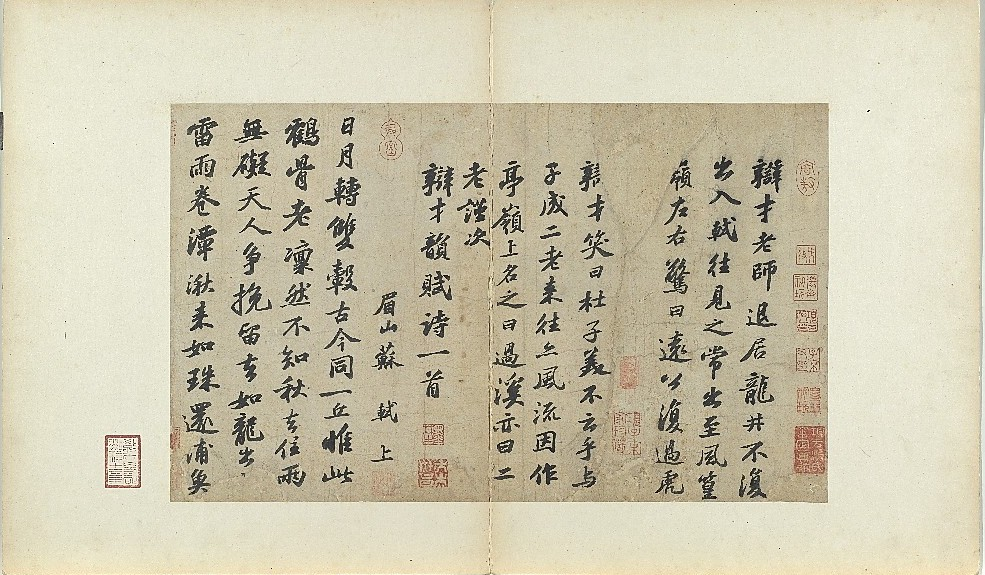
苏轼记载此事，內容大致相似，作品今藏于國立故宮博物院

## 影响和纪念

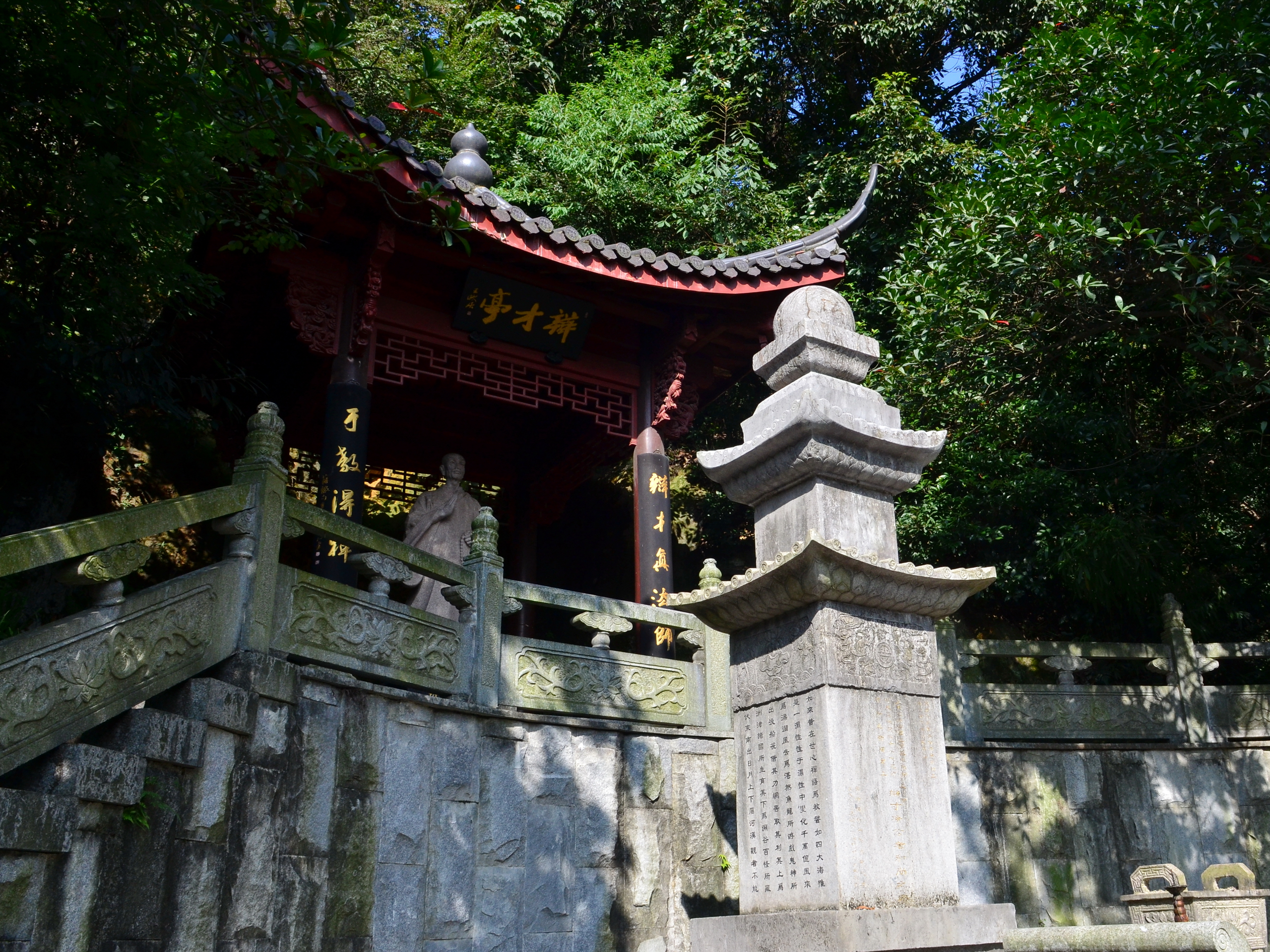
龙井御茶园纪念辩才法师所修辩才亭

龙井山为辩才归隐所，辩才与苏轼、赵抃交往密切，后人在此地建有三賢閣以祭祀三人，到明代时年久失修已经湮灭；明代万历十三年（1595年），司礼监太监孙隆重修龙井的庙宇祠堂，整治周边园林，游人才重新开始游览此地。辩才作为天台宗的高僧隐居在龙井寺，天台宗后人也将龙井视作天台宗祖庭之一，江浙一带至今仍有僧侣到龙井寻访辩才当年遗迹。辩才也被认为是宋代“文字禅”的标志性人物之一，其在诗文中主张“文字未离禅”，认为诗歌和修禅本质无差别，在他之后禅宗黄龙派诗僧惠洪提出“文字禅”的口号并加以论证，对于北宋文坛影响深远。
此外，辩才还被认为是龙井山开山种茶的第一人，不过也有人认为最早开茶山的是胡则。相传当初随辩才从上天竺迁移来此的寺僧，曾把上天竺的白云茶移植在旁边的狮峰山麓。辩才和往来的文人墨客品茶论诗，留下不少诗文记载。同时茶史对于他与赵抃在龙泓亭所品鉴的“龙茶”是否就是“龙井茶”有着争论，庄昭选注的《茶诗三百首》认为就是龙井茶，同时当代诗人李郁葱则认为是御赐的小龙团，而茶叶专家钱时霖则认为是辩才在龙井自种的茶——无论“龙茶”为何物，“龙井品茗”的故事仍旧不失为千古佳话。2011年12月23日，老龙井御茶园为了纪念其诞辰1000周年，修缮原辩才塔，并增设辩才亭、辩才塑像、辩才与苏东坡问茶等景观。